# Weinkeller

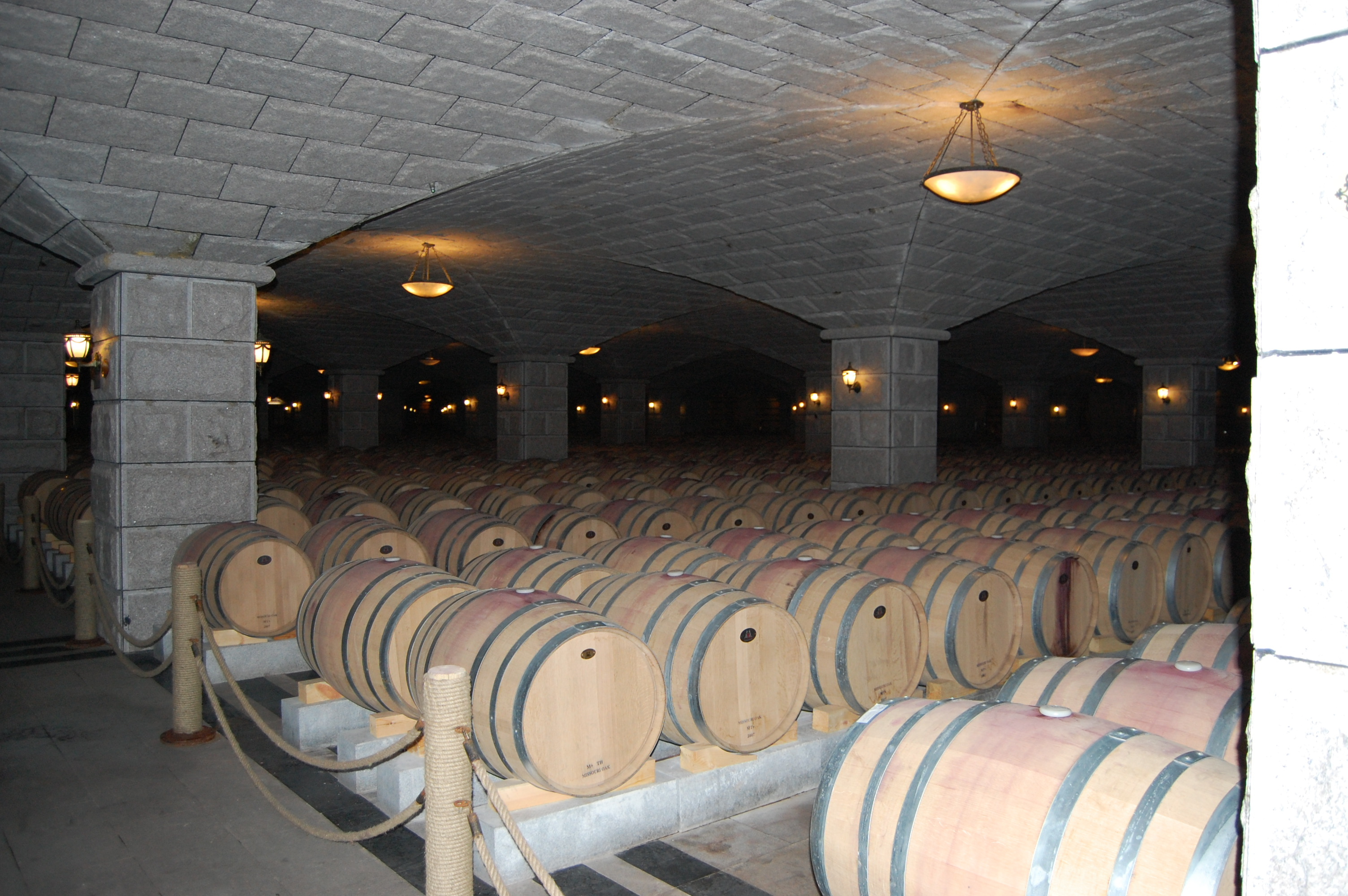
Weinkeller in Jiayuguan (VR China), der größte Asiens

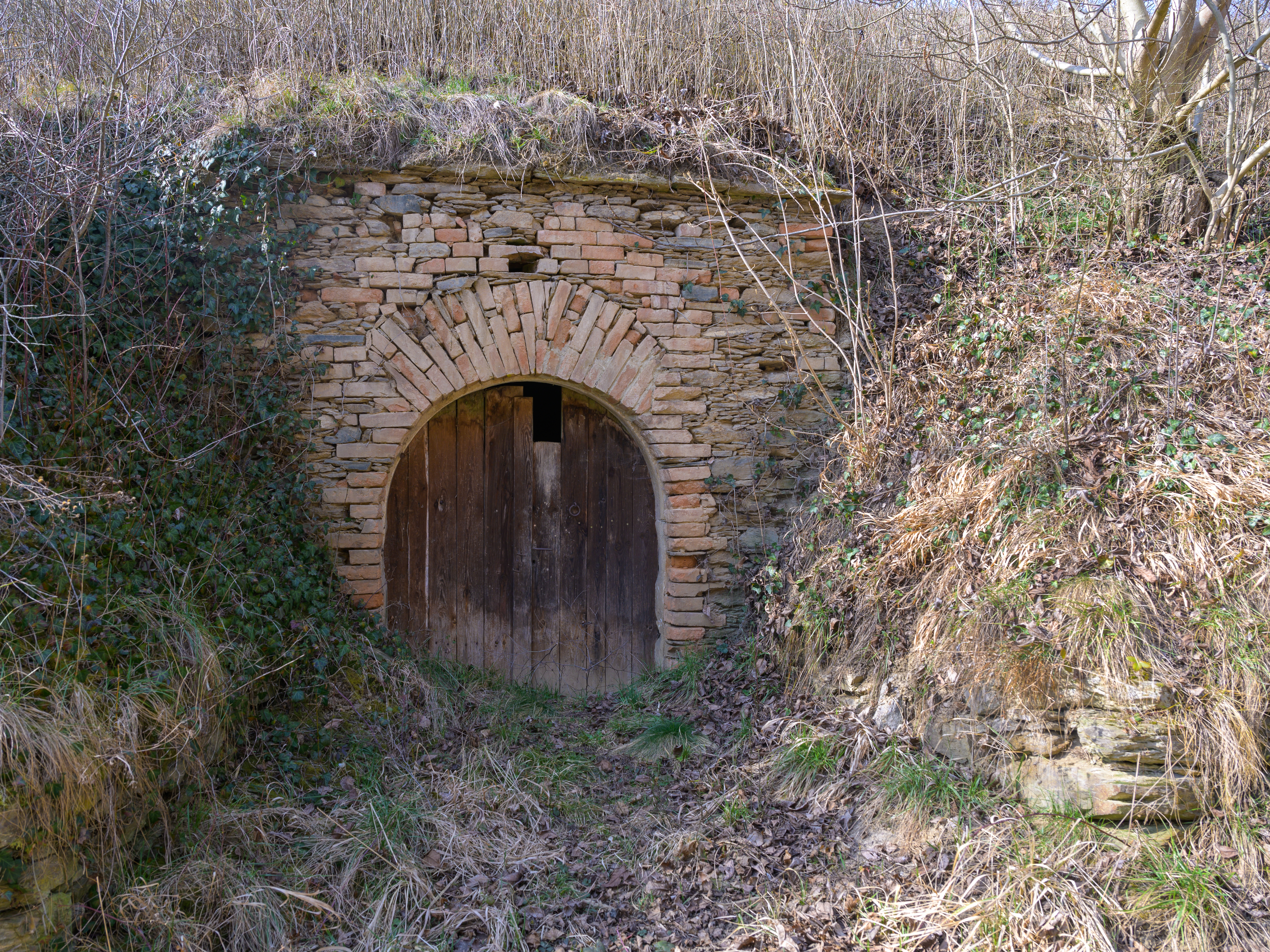
Alter Weinkeller in Schönberg am Kamp

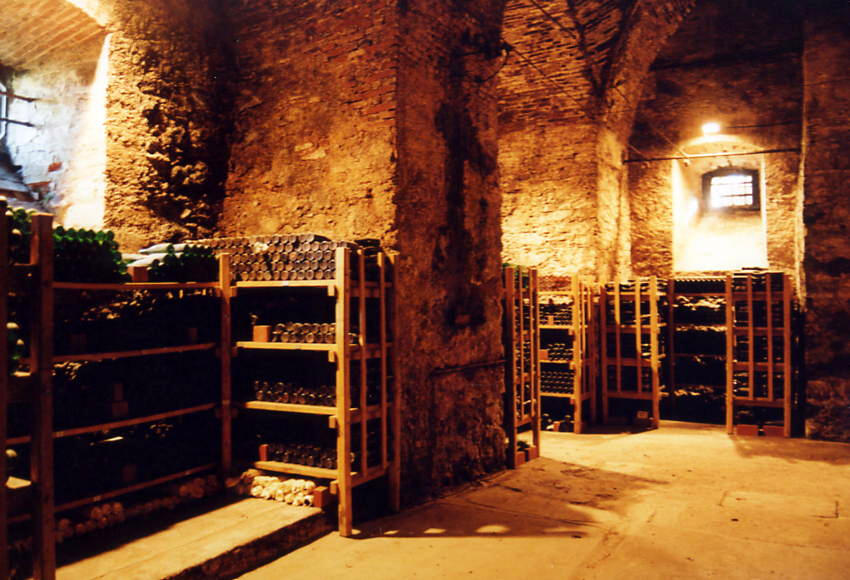
Weinkeller auf Schloss Seggau

Ein Weinkeller dient als Lagerraum für Wein in Glasflaschen oder Fässern, seltener auch in Glasballons, Amphoren oder Kunststoffkanistern. Im weiteren Sinne ist ein Lagerkeller für Wein, Sekt und andere wertvolle alkoholische Getränke gemeint. Auch Whisky, Sherry oder Portwein kann durch eine Lagerung zum Beispiel in Holzfässern an Merkmalen gewinnen, die von einem Teil der Konsumenten geschätzt werden (siehe Barrique, Ausbau).

## Beschreibung
Diese Keller liegen üblicherweise vollständig unter der Erde. Sie haben oft direkten Kontakt zum umgebenden Erdreich; dies soll das Lagerklima für den Wein verbessern.
Weinkeller bieten somit die Möglichkeit, alkoholische Getränke bei Dunkelheit und in einem konstanten Raumklima vor schädlichen äußeren Einflüssen zu bewahren. Manche werden so eingerichtet, dass sie ein stilvolles Ambiente für eine Weinverkostung bieten.
Die Kelleranlagen großer Weingüter können auch in mehreren Stockwerken übereinander angelegt sein, dann ist in der Regel ein Aufzug zum Transport vorhanden. In früheren Jahrhunderten wurden die Decken der Weinkeller, deren Betreiben bestimmten rechtlichen Vorschriften unterlag, meist als Gewölbe ausgeführt, seit dem frühen 20. Jahrhundert sind Konstruktionen aus Stahlbeton gebräuchlich. Wo Wein in Fässern gelagert wird (oder wurde), sind meist sogenannte Fasslager, das heißt Sockel mit halbrunden Vertiefungen zum Aufstellen der Fässer vorhanden, so dass die Fässer nicht wegrollen können und vor Bodenfeuchtigkeit geschützt sind. Flaschen wurden üblicherweise in gemauerten Regalen gelagert, in modernen Weinkellern finden sich jedoch meist Tanks aus Kunststoff oder rostfreiem Edelstahl, durch die Verwendung von Gitterboxen, Paletten und Gabelstaplern haben auch in Weinkeller moderne Techniken Einzug gehalten.
Private Weinkeller sind üblicherweise im Kellergeschoss untergebracht. Man kann auch einen Raum zu diesem Zweck klimatisieren. Eine Alternative sind Weinkühlschränke, die aber bei Sonderformen (Bocksbeutel, Magnum-Flaschen) schnell überfordert sind.
Der angeblich größte Weinkeller der Welt (nach anderen Quellen Europas) befindet sich in den Stollen eines ehemaligen Kalkbergwerks nahe Chișinău in Moldawien in Mileștii Mici.

## Bedingungen im Weinkeller
Damit die Weine optimal gelagert werden können, müssen gewisse Grundvoraussetzungen wie Temperatur, Luftfeuchtigkeit, Lichteinfall und Geruch gegeben sein.

### Temperatur
Der Einfluss der Temperatur des Kellers ist besonders wichtig, weil der biochemische Vorgang im Wein doppelt so schnell abläuft, wenn man nur die Temperatur um zehn Grad erhöht. Wenn man die Flaschen über Jahrzehnte einlagern möchte, sollte der Keller die 15-Grad-Grenze nicht überschreiten. Soll der Wein sich jedoch schneller entfalten und entwickeln, so sollte eine Umgebungstemperatur von 20 Grad Celsius gegeben sein. Dabei ist zu beachten, dass der Wein, wenn er länger einer solchen höheren Temperatur ausgesetzt ist, "gekocht" wird und folglich ein marmeladenartiges Aroma annimmt.
Der Weinkeller kann nicht nur zu warm, sondern auch zu kalt sein. Trotz seines Alkoholgehaltes, kann der Wein bei −5 Grad schon gefrieren. Die Flasche wird doch schon vorher durch das Ausdehnen der Flüssigkeit, bei −2 bis −4 Grad gesprengt. Schon bevor der Wein gefriert oder die Flasche platzt, kommt es zur Ausscheidung von Weinstein. Diese Kristalle beeinträchtigen den Geschmack des Weines nicht, sie sind viel mehr ein Indiz dafür, dass der Wein vor der Füllung nicht stabilisiert wurde.

#### Schwankungen der Temperatur
Mehr Einfluss auf die Entwicklung des Weins als die absolute Temperatur, hat die Schwankung zwischen warm und kalt. Steigt oder fällt die Temperatur mit den Jahreszeiten innerhalb kürzester Zeit erheblich, beginnen die Flaschen zu "atmen". Dies bedeutet, dass sich das Luft- und das Flüssigkeitsvolumen bei plötzlicher Erwärmung rasch ausdehnen. Der dabei entstehende Über- bzw. Unterdruck wird ausgeglichen, indem entweder der Wein zwischen Korken und Flaschenhals aus der liegenden Flasche gedrückt wird oder Luft in die Flasche gesogen wird. Damit gelangt Sauerstoff an den Wein und kann zur Entstehung unerwünschter Aromen führen.

### Luftfeuchtigkeit
Die Luftfeuchtigkeit in einem Weinkeller sollte zwischen 75 % und 85 % liegen. Bei zu trockener Raumluft verdunstet die Feuchtigkeit aus den Korken. Diese werden von außen zunächst trocken und anschließend porös und können das Eindringen schädlichen Sauerstoffs in die Flasche nicht verhindern. Weine, die zu trocken lagern, reifen deshalb meist schneller und nicht immer gut.
Sehr hohe Luftfeuchtigkeit, die die Konservierung des Korkens unterstützt, kann die Bildung von Schimmel an der Korkenoberfläche verursachen. Solange kein Wein zwischen Verschluss und Flaschenrand ausgetreten ist, hat der Pilz jedoch keine negativen Folgen für den Wein. Feuchte Weinkeller waren früher ein Problem für die Etiketten, diese lösten sich häufiger von den Flaschen, zerfielen oder wurden unleserlich. Moderne Etiketten auf Spezialpapier werden durch Feuchtigkeit kaum in Mitleidenschaft gezogen.

### Licht
Auch die Lichtverhältnisse im Weinkeller beeinflussen den Wein. Bereits nach einigen Wochen Lagerung in hell beleuchtenden Räumen können sich Farbe, Geruch und Geschmack vor allem durch UV-Strahlung negativ verändern. Die meisten Weine werden in farbigen Flaschen verkauft, die einen Teil des Lichtes filtern sollen, aber dennoch tritt ein gewisser sauerstoffförderner Rest durch das dunkle Glas zum Wein durch.
Tageslicht sollte nicht ständig in den Weinlagerrungsraum strömen können, die künstliche Beleuchtung sollte nur bei Bedarf eingeschaltet werden. Besser geschützt sind die Weine, wenn sie nicht auf offenen Regalen, sondern in den Originalkisten oder in ihren Fässern gelagert werden.

### Geruch
Der Korken lässt normalerweise keine Flüssigkeit aus der Flasche sickern, wohl aber ein geringes Maß an Gasen diffundieren. Mit der Raumluft können dabei auch Fremdgerüche in den Wein gelangen. Dies betrifft insbesondere Lösungsmittel, die beispielsweise Dichtungsmitteln entströmen oder Parfümzusätze in Putzmittel. Gefahr droht dem Wein auch durch Chlor. Die in vielen Putzmittel und Desinfektionsmittel enthaltenen chemische Zusätze, die möglicherweise dafür sorgen, dass im Kork verborgenen Phenole eine Verbindung mit Trichoranisol eingehen, lösen im Wein den Korkengeschmack aus.

### Lagerung
Weinflaschen sollten grundsätzlich liegend gelagert werden, damit der Korken stets feucht gehalten wird. Ob die Flaschen in Holzkisten oder auf Regalbretter gestapelt werden, ist für die weitere Entwicklung nicht maßgeblich.

## Sonstiges
In der Champagne werden einige Teile alter Forts als Weinkeller genutzt. In Gegenden mit leicht auszuhöhlendem Untergrund (z. B. um Maastricht) werden Weinkeller in den Untergrund hineingegraben, z. B. beim Schloss Neercanne.
Während verschiedener Kriege mauerte man die Eingänge von Wein- oder Sektkellern zu und versuchte so, sie vor Beschlagnahme („Requirierung“) durch die Besatzer zu schützen. Beispielsweise waren die Champagner-Weinkeller im Krieg 1870/71 und in beiden Weltkriegen Gegenstand deutscher Begehrlichkeiten.